# Négy könyv és öt klasszikus
A Négy könyv és öt klasszikus néven ismert gyűjtemény azon, jellemzően i. e. 300 előtt keletkezett műveket foglalja magába, melyeket a hagyomány magához Konfuciuszhoz köt, így ezek a művek alkotják a konfuciánus kánon alapját. Ismeretük a Han-kor óta, egészen a császár kor végéig kötelező részét képezte a mindenkori hivatalnoki vizsgáknak.

## Négy könyv
A konfucianizmus számára legfontosabb művek közül a Négy könyv kategóriáját a Szung (Song)-kor kiváló konfuciánus tudósa, Csu Hszi (Zhu Xi) alkotta meg. Szerinte ezek a művek reprezentálják a leginkább az eredeti konfuciuszi tanokat. A négy mű közül kettő, A nagy tanítás és a A közép mozdulatlansága eredetileg csupán egy harmadik mű, a Szertartások feljegyzéseinek egy-egy fejezete volt. A Négy könyv csoportja így az alábbi művekből áll:
- A nagy tanítás
- A közép mozdulatlansága
- Beszélgetések és mondások
- Menciusz

## Öt klasszikus
Az Öt klasszikus néven ismert kategóriába tartozó művek a konfuciánus kánon legfontosabb és legnagyobb jelentőségű alkotásai, amelyek egyben a legősibb kínai írásműveknek is számítanak. Jelentőségüket már Konfuciusz első nagy követője, Menciusz is hangsúlyozta. A konfucianizmust hivatalos állami ideológiává emelő Nyugati Han-dinasztia korától kezdve ezen művek a legbecsesebb alkotásoknak számítottak, melyeknek ismerete kötelező részét képezte a mindenkori hivatalnoki vizsgáknak. Az Öt klasszikus a következő műveket tartalmazza:  
- Dalok könyve
- Írások könyve
- Szertartások feljegyzései
- Változások könyve
- Tavasz és ősz krónikája

A hagyomány a Zene könyvének (Jüe csing (Yue jing) 《樂經》) összeállítását is magának Konfuciusznak tulajdonítja, és gyakorta a „Hatodik klasszikusnak” (Liu csing (Liu jing) 《六經》) is nevezik. A mű azonban még az ókorban elveszett.

## Értékelése, hatása
Hatása és jelentősége miatt Nyugaton már a 17-18. századtól kezdve a Bibliához hasonlították. Raymond Dawson sinológus szerint:

„Ez a furcsa és meglehetősen valószínűtlennek tűnő gyűjtemény a végső igazságok tárházaként ugyanazt a szerepet töltötte be, mint a Biblia a keresztény világban. ”